# San Felice Aversa Normanna 2009-2010
Questa voce raccoglie le informazioni riguardanti l'Aversa Normanna nelle competizioni ufficiali della stagione 2009-2010.

## Divise
Lo sponsor tecnico per la stagione 2009-2010 è Mass, quello ufficiale è B.One.

## Rosa 2009–2010[1]
| N. |                   | Ruolo | Calciatore            |
| -- | ----------------- | ----- | --------------------- |
|    | Italia (bandiera) | P     | Biagio Del Giudice    |
|    | Italia (bandiera) | P     | Simone Pettinari      |
|    | Italia (bandiera) | P     | Gioacchino Cavaliere  |
|    | Italia (bandiera) | D     | Nicola Balestrieri    |
|    | Italia (bandiera) | D     | Danilo Pistillo       |
|    | Italia (bandiera) | D     | Aniello Parisi        |
|    | Italia (bandiera) | D     | Francesco Campanella  |
|    | Italia (bandiera) | D     | Rosario Di Girolamo   |
|    | Italia (bandiera) | D     | Lionel Dario Ciminari |
|    | Italia (bandiera) | D     | Mirko Bertoncini      |
|    | Italia (bandiera) | D     | Mario D'Urso          |
|    | Italia (bandiera) | C     | Mariano Arini         |
|    | Italia (bandiera) | C     | Francesco Chietti     |

| N. |                   | Ruolo | Calciatore            |
| -- | ----------------- | ----- | --------------------- |
|    | Italia (bandiera) | C     | Nicola Mariniello     |
|    | Italia (bandiera) | C     | Emiliano Massimo      |
|    | Italia (bandiera) | C     | Cipriano Fontana      |
|    | Italia (bandiera) | C     | Luigi Rinaldi         |
|    | Italia (bandiera) | C     | Cosimo Palumbo        |
|    | Italia (bandiera) | C     | Francesco Zolfo       |
|    | Italia (bandiera) | A     | Fabio Longo           |
|    | Italia (bandiera) | A     | Simone Tovalieri      |
|    | Italia (bandiera) | A     | Massimo Perna         |
|    | Italia (bandiera) | A     | Vincenzo Guglielmelli |
|    | Italia (bandiera) | A     | Gaetano Grieco        |
|    | Italia (bandiera) | A     | Giancarlo Salve       |

## Staff tecnico
| Allenatore:            | Raffaele Sergio (fino al 25/01/2010) Juary |
| Allenatore in seconda: | Antonio Foglia Manzillo                    |

## Risultati

### Campionato

#### Girone di andata
| 23 agosto 2009 1ª giornata | Isola Liri | 0 – 2 | Aversa Normanna |  |

| 30 agosto 2009 2ª giornata | Aversa Normanna | 0 – 0 | Vico Equense |  |

| 6 settembre 2009 3ª giornata | Melfi | 2 – 2 | Aversa Normanna |  |

| 13 settembre 2009 4ª giornata | Aversa Normanna | 1 – 4 | Gela |  |

| 20 settembre 2009 5ª giornata | Aversa Normanna | 1 – 1 | Barletta |  |

| 27 settembre 2009 6ª giornata | Scafatese | 1 – 1 | Aversa Normanna |  |

| 4 ottobre 2009 7ª giornata | Aversa Normanna | 1 – 1 | Cassino |  |

| 11 ottobre 2009 8ª giornata | Monopoli | 0 – 1 | Aversa Normanna |  |

| 18 ottobre 2009 9ª giornata | Brindisi | 2 – 1 | Aversa Normanna |  |

| 25 ottobre 2009 10ª giornata | Aversa Normanna | 0 – 0 | Cisco Roma |  |

| 1º novembre 2009 11ª giornata | Siracusa | 1 – 0 | Aversa Normanna |  |

| 8 novembre 2009 12ª giornata | Aversa Normanna | 1 – 1 | Catanzaro |  |

| 15 novembre 2009 13ª giornata | Noicattaro | 4 – 2 | Aversa Normanna |  |

| 22 novembre 2009 14ª giornata | Aversa Normanna | 2 – 0 | Igea Virtus |  |

| 29 novembre 2009 15ª giornata | Manfredonia | 2 – 1 | Aversa Normanna |  |

| 6 dicembre 2009 16ª giornata | Aversa Normanna | 3 – 1 | Vibonese |  |

| 13 dicembre 2009 17ª giornata | Juve Stabia | 1 – 0 | Aversa Normanna |  |

#### Girone di ritorno
| 20 dicembre 2009 18ª giornata | Aversa Normanna | 0 – 2 | Isola Liri |  |

| 10 gennaio 2010 19ª giornata | Vico Equense | 1 – 0 | Aversa Normanna |  |

| 17 gennaio 2010 20ª giornata | Aversa Normanna | 2 – 0 | Melfi |  |

| 24 gennaio 2010 21ª giornata | Gela | 0 – 1 | Aversa Normanna |  |

| 31 gennaio 2010 22ª giornata | Barletta | 0 – 0 | Aversa Normanna |  |

| 14 febbraio 2010 23ª giornata | Aversa Normanna | 1 – 0 | Scafatese |  |

| 21 febbraio 2010 24ª giornata | Cassino | 1 – 2 | Aversa Normanna |  |

| 28 febbraio 2010 25ª giornata | Aversa Normanna | 2 – 2 | Liberty Monopoli |  |

| 7 marzo 2010 26ª giornata | Aversa Normanna | 0 – 1 | Brindisi |  |

| 14 marzo 2010 27ª giornata | Cisco Roma | 0 – 3 | Aversa Normanna |  |

| 28 marzo 2010 28ª giornata | Aversa Normanna | 2 – 0 | Siracusa |  |

| 3 aprile 2010 29ª giornata | Catanzaro | 0 – 0 | Aversa Normanna |  |

| 11 aprile 2010 30ª giornata | Aversa Normanna | 0 – 1 | Noicattaro |  |

| 18 aprile 2010 31ª giornata | Igea Virtus | 3 – 0 | Aversa Normanna |  |

| 25 aprile 2010 32ª giornata | Aversa Normanna | 0 – 1 | Manfredonia |  |

| 2 maggio 2010 33ª giornata | Vibonese | 1 – 1 | Aversa Normanna |  |

| 9 maggio 2010 34ª giornata | Aversa Normanna | 2 – 2 | Juve Stabia |  |